# Lepadichthys conwayi
Lepadichthys conwayi — вид риб родини присоскоперових (Gobiesocidae). Описаний у 2020 році.

## Назва
Вид названо на честь американського іхтіолога Кевіна Конвея з Техаського аграрно-механічного університету з його внесок у систематику тварин.

## Поширення
Вид поширений в південній частині Тихого океану. Трапляється на островах Кука, Тубуаї і Гамб'є (Французька Полінезія) та Піткерн.

## Опис
Описаний на основі 42 зразків. Тіло завдовжки 13-42 мм.